# Адміністративний поділ Австрії
За Конституцією, Австрія є федеративною республікою, що складається з 9 земель (нім. Bundesland). Столиця Австрії — Відень — є окремою федеральною землею.
Федеральні землі розділяються на округи (аналог районів в сучасній Україні). Загалом у Австрії 94 округи. Кожний округ розділяється на громади (аналог територіальної громади в Україні), кожна з яких може складатися з кількох населених пунктів. Загалом 2093 громади, з яких: 1121 звичайна громада, 771 торгова громада, 201 місто (зокрема 15 статутних).

## Землі Австрії
| Прапор | Герб | Земля | Земля                                      | Місця в Бундесраті | Площа (км²)  | Населення      | Густота (осіб на км²) | Столиця                                         | Вебсайт                                           |
| ------ | ---- | ----- | ------------------------------------------ | ------------------ | ------------ | -------------- | --------------------- | ----------------------------------------------- | ------------------------------------------------- |
| [ 1 ]  |      | 1     | Бургенланд Burgenland (Bgld.)              | 3                  | 3 962 (7)    | 291 950 (9)    | 74 (7)                | Айзенштадт Eisenstadt                           | [Архівовано 15 червня 2006 у Wayback Machine.]    |
|        |      | 2     | Каринтія Kärnten (Ktn.)                    | 4                  | 9 536 (5)    | 561 100 (6)    | 59 (8)                | Клагенфурт-ам-Вертерзе Klagenfurt am Wörthersee |                                                   |
| [ 1 ]  |      | 3     | Нижня Австрія Niederösterreich (NÖ)        | 12                 | 19 178 (1)   | 1 665 750 (2)  | 87 (4)                | Санкт-Пельтен Sankt Pölten                      | [Архівовано 22 грудня 2015 у Wayback Machine.]    |
|        |      | 4     | Верхня Австрія Oberösterreich (OÖ)         | 11                 | 11 982 (4)   | 1 465 050 (3)  | 122 (3)               | Лінц Linz                                       | [Архівовано 6 березня 2005 у Wayback Machine.]    |
|        |      | 5     | Зальцбург Salzburg (Sbg.)                  | 4                  | 7 154 (6)    | 549 260 (7)    | 77 (5)                | Зальцбург Salzburg                              |                                                   |
|        |      | 6     | Штирія Steiermark (Stmk.)                  | 9                  | 16 392 (2)   | 1 237 300 (4)  | 75 (6)                | Грац Graz                                       | [Архівовано 30 грудня 2013 у Wayback Machine.]    |
|        |      | 7     | Тіроль Tirol (T)                           | 5                  | 12 648 (3)   | 746 150 (5)    | 59 (9)                | Інсбрук Innsbruck                               | [Архівовано 27 квітня 2006 у Wayback Machine.]    |
|        |      | 8     | Форарльберг Vorarlberg (Vbg.)              | 3                  | 2 601 (8)    | 388 700 (8)    | 149 (2)               | Брегенц Bregenz                                 | [Архівовано 11 листопада 2018 у Wayback Machine.] |
|        |      | 9     | Відень Wien (W)                            | 11                 | 415 (9)      | 1 867 590 (1)  | 4 500 (1)             | —                                               | [Архівовано 2 березня 2000 у Wayback Machine.]    |
|        |      | AT    | Австрійська Республіка Republik Österreich | 62                 | 83 879 (113) | 8 772 865 (86) | 95,9                  | Відень Wien                                     | [Архівовано 19 грудня 2014 у Wayback Machine.]    |